# Back to the Beginning
Back to the Beginning bio je dobrotvorni koncert britanskog heavy metal-sastava Black Sabbath i nekoliko glazbenih gostiju. Održao se 5. srpnja 2025. u Villa Parku u Astonu u britanskom gradu Birminghamu, u blizini mjesta na kojem je skupina osnovana 1968.
Događaj je zaključio posljednji koncertni nastup Black Sabbatha i njegova pjevača Ozzyja Osbournea. Također je to bio prvi koncert od 2005. koji je skupina održala u izvornoj postavi (Osbourne, Tony Iommi, Geezer Butler i Bill Ward). Kako Osbourne više nije mogao hodati zbog Parkinsonove bolesti, pjevao je dok je sjedio na prijestolju. Sedamnaest dana poslije preminuo je u 77. godini života.
Taj uvelike hvaljeni koncert prenosio se uz naplatu i odgodu prijenosa. Prisustvovali su mu brojni gosti, među kojima su bile i dvije supergrupe glazbenika. Koncertom je prikupljeno ukupno 140 milijuna funti, koje su organizatori obećali donirati dobrotvornoj udruzi Acorns Children's Hospice, dječjoj bolnici u Birminghamu i zakladi Cure Parkinson's.

## Kontekst
Godine 1968. Geezer Butler, Tony Iommi, Ozzy Osbourne i Bill Ward osnovali su Black Sabbath u Astonu u britanskom gradu Birminghamu. Članovi sastava odrastali su nedaleko jedni od drugih, u blizini Villa Parka. Skupina je razvila glazbeni stil koji je postao poznat kao heavy metal. Ostvarila je svjetski uspjeh, a njezini su albumi prodani u više od 75 milijuna primjeraka. Osbourne je 1979. izbačen iz grupe zbog zloupotrebe opijata i posvetio se uspješnoj samostalnoj karijeri, ali joj se u više navrata ponovno pridružio. Prva postava Black Sabbatha posljednji je put održala koncert na Ozzfestu 2005. Skupina je posljednji put održala koncert u Genting Areni 2017. tijekom turneje The End Tour, no na toj turneji bubnjara Billa Warda zamijenio je Tommy Clufetos.
Osbourneu je u veljači 2019. dijagnosticirana Parkinsonova bolest, a iste je godine u padu ozlijedio kralježnicu. U idućih nekoliko godina rijetko je nastupao uživo, ali u kolovozu 2022. bez najave je s Iommijem održao koncert kojim je zaključio Igre Commonwealtha u Alexander Stadiumu u Birminghamu. Od početka 2025. više nije mogao hodati zbog uznapredovale Parkinsonove bolesti. Završni dobrotvorni koncert Black Sabbatha i Osbournea najavila je Osbourneova supruga Sharon Osbourne 5. veljače 2025. Naziv „Back to the Beginning” („Povratak na početak”) odnosi se na osnutak skupine u Astonu; Osbourne je inzistirao na tome da održi još jedan koncert kako bi „vratio dug svojem rodnom gradu”.
Tjedan dana prije koncerta četiri izvorna člana sastava proglašena su slobodnim građanima grada Birminghama. Uoči koncerta Birmingham Museum and Art Gallery otvorio je izložbu „Ozzy Osbourne: Working Class Hero”, na kojoj su izložene njegove nagrade, suveniri i fotografije. Umjetnik Mr Murals naslikao je članove skupine na zidu u Navigation Streetu, s vanjske strane željezničkog kolodvora Birmingham New Street. Taj je mural dovršen nekoliko dana prije koncerta. Članovi Black Sabbatha posjetili su ga 29. lipnja 2025. i potpisali su se na nj. Jack Osbourne predstavio je premijeru filma The Nine Lives of Ozzy Osbourne u Millennium Pointu noć uoči koncerta.

## Produkcija
Tom Morello bio je glazbeni urednik koncerta, a sam se koncert održao 5. srpnja 2025. u Villa Parku u Astonu. Morello je izjavio da namjerava napraviti „najbolji heavy metal-koncert svih vremena”. Komentirao je da se po veličini može usporediti s koncertom održanim u spomen na Freddieja Mercuryja i iskazao je zahvalnost na tome što su svi članovi Black Sabbatha još živi i što će moći uživati u produkciji.
Događaj na stadionu organizirao je Live Nation, a prijenos uživo omogućili su Kiswe i Mercury Studios. Za brzu izmjenu izvođača rabila se pokretna pozornica, koja se također rabila i na dijelu Live Aida održanu u Londonu. Promotor Andy Copping iz Live Nationa dvije je godine nastojao organizirati koncert. Želio je da se održi 2024., no taj je plan naposljetku odgođen zbog Osbourneovih zdravstvenih problema.
Black Sabbath počeo je održavati probe mjesec dana prije koncerta u studiju u Oxfordshireu. Prva proba za predgrupe održala se 3. srpnja 2025. u Villa Parku, a za vrijeme nje odvijalo se i fotografiranje. Svi su izvođači posljednju probu održali dan uoči koncerta.
Ozzy Osbourne: No Escape From Now, nadolazeći dokumentarac Paramounta+ koji prikazuje Osbourneov život od 2022. do 2025., prikazat će i organiziranje koncerta. Osbourne je također pisao o pripremama za koncert u nadolazećoj autobiografiji Last Rites.

## Koncert
Koncert je trajao deset sati. Počeo je u 13 sati (14 sati po srednjoeuropskom vremenu), a završio je u 23 sata (u ponoć po srednjoeuropskom vremenu). Sid Wilson iz Slipknota održavao je nastup kao DJ dok su obožavatelji ulazili na stadion. Jason Momoa, koji se pojavio u glavnoj ulozi u neobjavljenu glazbenom spotu za Osbourneovu pjesmu „Scary Little Green Men”, bio je domaćin događaja.
Na koncertu je nastupilo četrnaest glazbenih izvođača, među kojima su bile i dvije supergrupe koju su činili različiti glazbenici i pjevači. Ti izvođači svirali su svoje pjesme i obrade pjesama Black Sabbatha i Ozzyja Osbournea. Više se bubnjara natjecalo u bubnjanju usred događaja. Na događaju su prikazivani i videozapisi glazbenika koji su htjeli odati počast skupini, ali koji nisu mogli doći na koncert; među njima su bili AC/DC, Def Leppard, Billy Idol, Elton John, Cyndi Lauper, Marilyn Manson i Dolly Parton. Prikazane su i unaprijed snimljene obrade pjesama; Jack Black tako je obradio pjesmu „Mr. Crowley”, a Fred Durst izveo je pjesmu „Changes”. Ozzy Osbourne održao je pretposljednji dio pjesama sa svojim sastavom, a potom se pridružio Black Sabbathu, s kojim je zaključio koncert.
Nakon događaja Kelly Osbourne, Osbourneova kći, zaručila se sa Sidom Wilsonom iza kulisa. Ozzy Osbourne preminuo je sedamnaest dana poslije koncerta, 22. srpnja 2025.

### Neodržani nastupi
Judas Priest dobio je poziv da nastupi, no nije ga mogao prihvatiti jer se već obvezao nastupiti iste noći kao predgrupa skupini Scorpions u Hannoveru. Nekoliko dana prije koncerta objavio je obradu pjesme „War Pigs” Black Sabbatha njemu u počast. Alex Lifeson i Geddy Lee iz Rusha u početku su trebali nastupiti, no naposljetku su otkazali svoj nastup jer je „nešto iskrsnulo”. Koncertu je također trebao prisustvovati Wolfgang Van Halen, no kako je njegov sastav bio predgrupa skupini Creed u SAD-u, otkazao je svoj nastup jer put logistički nije bio moguć. Preživjeli članovi Soundgardena (Matt Cameron, Ben Shepherd i Kim Thayil) pojavili su se u reklamama za koncert, ali na samom se koncertu nisu pojavili zbog pretrpanog rasporeda. Jonathan Davis također je bio najavljen kao izvođač, ali se na kraju pojavio samo u prethodno snimljenu videozapisu u kojem je odao počast sastavu. Mötley Crüe nije mogao nastupiti zbog „zdravstvenih problema”. Megadeth nije bio pozvan na događaj iako je pokazao zanimanje za nj. Sharon Osbourne otkazala je koncert neimenovane skupine nakon što je ta skupina zatražila novac za nastup i rekla je da će otkriti o kojoj je grupi riječ kad događaj završi.

### Izvedbe
Izvođači i pjesme po redu:
1. Mastodon (Brann Dailor, Nick Johnston, Bill Kelliher, Rasta, Troy Sanders)
  - „Black Tongue”
  - „Blood and Thunder”
  - „Supernaut” (s Dannyjem Careyjem, Eloyjem Casagrandeom i Marijem Duplantierom)
2. Rival Sons (Dave Beste, Jay Buchanan, Scott Holiday, Michael Miley, Jesse Nason)
  - „Do Your Worst”
  - „Electric Funeral”
  - „Secret”
3. Anthrax (Joey Belladonna, Frank Bello, Charlie Benante, Jonathan Donais, Scott Ian)
  - „Indians”
  - „Into the Void”
4. Halestorm (Arejay Hale, Lzzy Hale, Joe Hottinger, Josh Smith)
  - „Love Bites (So Do I)”
  - „Rain Your Blood On Me”
  - „Perry Mason”
5. Lamb of God (Willie Adler, Randy Blythe, John Campbell, Art Cruz, Mark Morton)
  - „Laid to Rest”
  - „Redneck”
  - „Children of the Grave”
6. Tom Morello's All Stars (prva supergrupa)
  - „The Ultimate Sin” (s Nunom Bettencourtom, Mikeom Bordinom, Davidom Ellefsonom, Lzzy Hale, Jakeom E. Leejem i Adamom Wakemanom)
  - „Shot in the Dark” (s Bordinom, Davidom Draimanom, Ellefsonom, Leejem i Wakemanom)
  - „Sweet Leaf” (s Bettencourtom, Bordinom, Draimanom, Ellefsonom i Ianom)
  - „Believer” (s Bellom, Bettencourtom, Whitfieldom Craneom, Ianom, drugim članom Sleep Tokena i Wakemanom)
  - „Changes” (s Bellom, Bettencourtom, drugim članom Sleep Tokena, Wakemanom i Yungbludom)
7. Jack Black (s Revelom Ianom, Romanom Morellom, Yoyokom Somom i Hugom Weissom)
  - „Mr. Crowley” – unaprijed snimljeno
8. Alice in Chains (Jerry Cantrell, William DuVall, Mike Inez, Sean Kinney)
  - „Man in the Box”
  - „Would?”
  - „Fairies Wear Boots”
9. Gojira (Christian Andreu, Joe Duplantier, Mario Duplantier, Jean-Michel Labadie)
  - „Stranded”
  - „Silvera”
  - „Mea Culpa (Ah! Ça ira!)” (s Marinom Viotti)
  - „Under the Sun”
10. Bubnjarsko natjecanje (s Travisom Barkerom, Careyjem i Chadom Smithom)
  - „Symptom of the Universe” (s Bettencourtom, Morellom i Rudyjem Sarzom)
11. Tom Morello's All Stars (druga supergrupa)
  - „Breaking the Law” (s Careyjem, Billyjem Corganom, K. K. Downingom, Adamom Jonesom, Morellom i Sarzom)
  - „Snowblind” (s Careyjem, Corganom, Downingom, Jonesom, Morellom i Sarzom)
  - „Flying High Again” (s Bettencourtom, Sammyjem Hagarom, Vernonom Reidom, Sarzom, Smithom i Wakemanom)
  - „Rock Candy” (s Bettencourtom, Hagarom, Morellom, Sarzom, Smithom i Wakemanom)
  - „Bark at the Moon” (s Barkerom, Bettencourtom, Papom V Perpetuom, Reidom, Sarzom i Wakemanom)
  - „Train Kept A-Rollin'” (s Barkerom, Bettencourtom, Morellom, Sarzom, Stevenom Tylerom, Andrewom Wattom i Ronniejem Woodom)
  - „Walk This Way” (s Bettencourtom, Morellom, Sarzom, Smithom, Tylerom i Wattom)
  - „Whole Lotta Love” (s Bettencourtom, Morellom, Sarzom, Smithom, Tylerom i Wattom)
12. Pantera (Phil Anselmo, Charlie Benante, Rex Brown, Zakk Wylde)
  - „Cowboys from Hell”
  - „Walk”
  - „Planet Caravan”
  - „Electric Funeral”
13. Tool (Carey, Justin Chancellor, Jones, Maynard James Keenan)
  - „Forty Six & 2”
  - „Hand of Doom”
  - „Ænema”
14. Slayer (Tom Araya, Paul Bostaph, Gary Holt, Kerry King)
  - „Disciple”
  - „War Ensemble”
  - „Wicked World”
  - „South of Heaven”
  - „Raining Blood”
  - „Angel of Death”
15. Fred Durst (s Telalit Charsky i Mikeom Waldronom)
  - „Changes” – unaprijed snimljeno
16. Guns N' Roses (Isaac Carpenter, Richard Fortus, Duff McKagan, Axl Rose, Slash)
  - „It's Alright”
  - „Never Say Die”
  - „Junior's Eyes”
  - „Sabbath Bloody Sabbath”
  - „Welcome to the Jungle”
  - „Paradise City”
17. Metallica (Kirk Hammett, James Hetfield, Robert Trujillo, Lars Ulrich)
  - „Hole in the Sky”
  - „Creeping Death”
  - „For Whom the Bell Tolls”
  - „Johnny Blade”
  - „Battery”
  - „Master of Puppets”
18. Ozzy Osbourne (s Tommyjem Clufetosom, Inezom, Wakemanom i Wyldeom)
  - „I Don't Know”
  - „Mr. Crowley”
  - „Suicide Solution”
  - „Mama, I'm Coming Home”
  - „Crazy Train”
19. Black Sabbath (Geezer Butler, Tony Iommi, Osbourne, Bill Ward)
  - „War Pigs”
  - „N.I.B.”
  - „Iron Man”
  - „Paranoid”

## Osvrti
Mark Beaumont u novinama The Independent koncertu je dao pet od pet zvjezdica i posebno je pohvalio Yungbludovu obradu pjesme „Changes”. Rhys Buchanan također je dao najvišu ocjenu koncertu u osvrtu za Rolling Stone i komentirao je da su za Yungbludova nastupa, koji je posvetio Diogu Joti, koji je preminuo dva dana prije, „svi na stadionu stali kao ukopani”. Michael Hann dao mu je četiri zvjezdice od njih pet u recenziji za The Guardian i komentirao je da su se na koncertu posebno istaknuli Black Sabbath, Gojira, Guns N' Roses, Metallica i Yungblud.
Keith Kahn-Harris u osvrtu za The Quietus komentirao je da nekoliko podžanrova heavy metala nije bilo zastupljeno na koncertu, među kojima su doom metal i grindcore. Jedna je recenzentica rekla da ju je razočaralo to što su na koncertu bile samo četiri glazbenice – Telalit Charsky, Lzzy Hale, Yoyoka Soma i Marina Viotti.
Izlazak Davida Draimana na pozornicu popratili su zvižduci dijelova publike, a pretpostavlja se da su ih potaknuli njegovi politički stavovi i podrška Izraelskim obrambenim snagama. Također je neslužbeno podijelio popis izvođača na događaju dan uoči koncerta. Videoposveta Marilyna Mansona naišla je na kritike; taj je izvođač nedavno otkazao koncert u Brighton Centreu nakon što se zbog optužbi za seksualno uznemiravanje suočio s negativnim reakcijama publike.

## Prihod
Svih 45 000 ulaznica za koncert rasprodano je u 16 minuta, a 150 000 ljudi čekalo je u virtualnom redu kako bi dobili priliku prisustvovati koncertu. Otprilike 20 % ulaznica kupili su obožavatelji koji nisu bili iz Ujedinjenog Kraljevstva. Nijednom izvođaču nije plaćen nastup, ali svima su nadoknađeni troškovi putovanja.
Cijeli se događaj prenosio uz naplatu i dvosatnu odgodu prijenosa, a u jednom ga je trenutku najviše gledalo 5,8 milijuna ljudi. Pojedini kafići koji su najavljivali skupno praćenje događaja naposljetku su morali otkazati planove nakon što im je Kiswe, jedan od organizatora prijenosa, zaprijetio da će ih tužiti ako ne plate za skupu komercijalnu dozvolu. Ostali kafići prikazivali su događaj te su prijavili da su u prostorima nastajale gužve i da je manjkalo piva.
Područje Birminghama privuklo je otprilike 300 000 turista koji su došli na koncert i ostale događaje koji su se odvijali tog vikenda, među kojima su bila dva koncerta Electric Light Orchestre i utakmica kriketa, čime je gospodarstvo West Midlandsa profitiralo za 20 milijuna funti. Na događaju je prikupljeno 140 milijuna funti za dobrotvorne svrhe; organizatori će novac podijeliti dobrotvornoj udruzi Acorns Children's Hospice, dječjoj bolnici u Birminghamu i zakladi Cure Parkinson's.

## Snimke

### Film
Stominutni koncertni film Back to the Beginning: Ozzy's Final Bow, koji prikazuje sam koncert, premijerno će biti prikazan početkom 2026. Iste će godine biti objavljen na DVD-u i Blu-rayu.

### Zvuk
Yungbludova obrada pjesme „Changes” s koncerta objavljena je kao dobrotvorni singl 18. srpnja 2025. na platformama za streaming. Sav prihod od singla podijelit će se dobrotvornoj udruzi Acorns Children's Hospice, dječjoj bolnici u Birmninghamu i zakladi Cure Parkinson's.